# Niphetogryllacris barkudensis
Niphetogryllacris barkudensis is een rechtvleugelig insect uit de familie Gryllacrididae. De wetenschappelijke naam van deze soort is voor het eerst geldig gepubliceerd in 1924 door Lucien Chopard.